# Bernd Moser (Politiker)
Bernd Moser (* 4. Juli 1944) ist ein deutscher Kommunalpolitiker (SPD) und war vom 1. Oktober 1997 bis zum 30. April 2008 Oberbürgermeister der Stadt Kitzingen.

## Leben
Nach dem Lehramtsstudium und bis zu seiner Wahl unterrichtete Bernd Moser am Kitzinger Armin-Knab-Gymnasium Sport und Französisch. Bereits im Jahr 1969 trat Moser der SPD bei. Er stieg über den Ortsvereinsvorsitz zum Stadtratsmitglied auf. Am 12. Oktober 1997 wurde er zum neuen Oberbürgermeister der Großen Kreisstadt Kitzingen gewählt. Moser gelang es überraschenderweise, sich knapp gegen den CSU-Oberbürgermeister Erwin Rumpel durchzusetzen.
Auch die Wahl im Jahr 2002 gewann Moser nur knapp. 137 Stimmen reichten für den Sieg in dieser Wahl. In Mosers Amtszeit fällt der Abzug der Amerikaner aus Kitzingen, daneben wurde die Nordbrücke projektiert. Nach seiner Abwahl am 30. April 2008 engagiert sich Moser weiterhin in der SPD. Moser ist außerdem Erster Vorsitzender des Partnerschaftsvereins in Kitzingen.

## Ehrungen
- Altbürgermeister Kitzingens